# Kwartierherhaling
Kwartierherhaling, ook wel kwartierverdubbeling genoemd, is het verschijnsel in de genealogie waarbij eenzelfde persoon meerdere keren in een kwartierstaat voorkomt.
Kwartierherhaling is onvermijdelijk: per generatie verdubbelt het aantal voorouders. Gaat men tien generaties terug, dan heeft men al meer dan 1000 voorouders. Gaat men twintig generaties terug, dan zijn het er al meer dan een miljoen, en na dertig generaties een miljard. Zo veel mensen leefden er een paar eeuwen geleden nog niet op aarde. Bovendien zijn iemands voorouders meestal beperkt tot een vrij klein gebied.